# 22 février 1942
Le 22 février 1942 est le 53e jour de l'année 1942 du calendrier grégorien. Il s'agit d'un dimanche. 

## Événement
- Anthony Eden devient leader de la Chambre des communes
- Roundell Palmer devient Ministre de la guerre économique du Royaume-Uni. Il succède à Hugh Dalton dont le mandat durait depuis le 15 mai 1940
- Le général Harris prend la décision de bombarder la ville allemande de Lübeck. Le bombardement a lieu pendant la nuit du 28 mars 1942

## Arts et culture
- Création à Bucarest de Impressions d'enfance de Georges Enesco par Dinu Lipatti.
- Parution clandestine du Silence de la mer de Vercors aux Éditions de Minuit

## Naissances
- André Beaudin, personnalité politique canadienne
- Bernard Genoud (mort le 21 septembre 2010), évêque du diocèse de Lausanne, Genève, Fribourg
- Christine Keeler (morte le 4 décembre 2017), mannequin britannique
- Harvey S. Laidman, réalisateur américain
- Jean Puech, homme politique français
- Jean Tartier, pasteur français
- John Olav Kerr, Baron Kerr of Kinlochard, diplomate britannique, vice-président de Royal Dutch Shell
- Lige Clarke (mort le 10 février 1975), militant LGBT et journaliste américain
- Luigi Roni (mort le 26 mars 2020), artiste lyrique italien
- Marc Agostino, historien français
- Rand Holmes (mort le 15 mars 2002), auteur de comics underground canadien
- Roselyne Morel, auteur de livres pour la jeunesse, bibliothécaire-documentaliste
- Vojin Lazarević, footballeur monténégrin

## Décès
- August von Parseval (né le 5 février 1861), pionnier allemand de l’aéronautique et de l’aérostation
- Eduard Profittlich (né le 11 septembre 1890), jésuite et prélat allemand, martyr de la foi. Il décède dans une prison soviétique
- Eugène Herpin (né le 11 avril 1860), historien français
- Olena Teliha (née le 21 juillet 1906), poétesse ukrainienne
- Paul Strauss (né le 23 septembre 1852), personnalité politique française
- Vera Timanova (née le 18 février 1855), pianiste russe
- L'écrivain autrichien Stefan Zweig et sa femme Lotte mettent fin à leurs jours en s'empoisonnant au Véronal (barbiturique). Séjournant à Petrópolis (Brésil) depuis le 28 novembre 1941, Zweig aura droit à des funérailles nationales, contrairement à ses vœux[1].